# タウファアハウ・トゥポウ4世

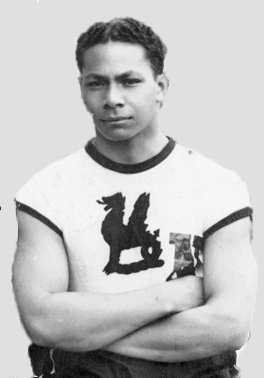
王太子時代の若き日のトゥポウ4世。（1936年）

タウファアハウ・トゥポウ4世（トンガ語: Tāufaʻāhau Tupou IV、1918年7月4日 - 2006年9月10日）は、トンガ国王（在位：1965年 - 2006年）。1965年から1991年までトンガ王国総理大臣を務めたファタフェヒ・トゥイペレハケ（Fatafehi Tuʻi Pelehake）王子は弟。

## 人物
シドニー大学で法学を学んだ後に、1943年に母王・サローテ・トゥポウ3世国王より教育大臣に指名、1944年には保健大臣になった。1949年からは首相となったが、1965年に母王の崩御を受けて国王に践祚し、喪が明けた1967年に正式に即位した。1976年には体重209.5kgを記録し、「世界一重い君主」としてギネスブックに登録された。後年は体重が半分になるまで減量したが、2006年にニュージーランド・オークランドの病院で崩御した。
生前は親日家としても知られ、王太子時代には5回日本を訪れている。トンガの教育にそろばんを導入したり、大相撲の朝日山部屋へ力士を6名送り出すなどした。即位後もハラエバル・マタアホ（Halaevalu Mataʻaho ʻAhomeʻe）王妃とともに複数回来日し、1973年11月には靖国神社に親拝。1989年2月には昭和天皇の大喪の礼に参列している。なお大喪の礼において、トンガの正装であるタオパラで参列したとの記述がかつて本Wikipedia記事に存在していたが、当時の映像などの史料から、当時のブータン国王ジグミ・シンゲ・ワンチュクの逸話と混同されたものであるとの指摘がなされている。
日本のテレビ番組にもたびたび出演し、ロケでトンガを訪れていた兼高かおるや桂小枝は、トゥポウ4世に謁見している。
1958年に大英帝国勲章、1970年にロイヤル・ヴィクトリア勲章、1977年に聖マイケル・聖ジョージ勲章をそれぞれ受章している。
ハラエバル・マタアホ王妃との間に3人の王子・1人の王女（ピロレブ）があり、第1王子のトゥポウトア王太子が王位を継承、ジョージ・トゥポウ5世となった。5世崩御後は第3王子がトゥポウ6世として即位した。
かつて発行されていたトンガの通貨、パアンガ紙幣に御真影が使用されていた。
2006年、崩御。